# ハネオレホソバエ
ハネオレホソバエ（翅折細蠅）は、ハエ目（双翅目）・ハネオレホソバエ科（Strongylophthalmyiidae）に分類される昆虫の総称。科のタイプ属は Strongylophthalmyia Heller, 1902で、この属のタイプ種はウスホシハネオレバエ Strongylophthalmyia ustulata (Zetterstedt, 1844) である。従ってウスホシハネオレバエの特徴が本科の基準となる。

## 概要
体長数mmの小型細身のハエで、世界から2属55種が記載されている。2属のうち Nartshukia 属はベトナム産の1種が知られるのみで、他は全て Strongylophthalmyia 属に分類される。それらの多くは東南アジアなどの東洋区に分布するが、ヨーロッパから日本にかけての旧北区にも複数種が分布し、ニューギニアやオーストラリアにも未記載種を含む複数種が生息するという。また新北区（北米）からは永らく1種のみが知られていたが、2006年に新しい1種が記載された。
しかし南米やアフリカからは未だ知られておらず、かつてコンゴとマダガスカルから本科のものとして記載された2種は2000年にクチキバエ科に移されている。日本からは2008年までに未詳種を含めてて Strongylophthalmyia 属の8種が報告されている。
これまでのところ、どの種においても人間との直接的な関わりは特に認められていない。

## 形態
体長は2.5-5.5mm程度と小型で、スマートな胴体とやや扁した球形の頭、細く長い脚をもつ華奢な体型のハエである。体表は細かい毛に覆われるが、長く発達した毛（剛毛）は少なく、全体に光沢がある。頭部後半から胸・腹にかけては黒っぽく、頭部前端周辺と脚は淡黄色になるものが多い。脚には部分的に褐色環があることもある。
2枚の前翅はやや細長く、無斑透明のものから明瞭な斑紋をもつ種まである。斑紋がある種では、翅の先端が黒いか、それに加えて中央よりやや先端寄りに黒い帯状の紋が出るパターンが多い。後翅は他のハエ目と同様に平均棍に変化している。複眼は普通赤褐色で大きく、単眼は3個。単眼を載せる単眼瘤は Nartshukia 属に比べ Strongylophthalmyia 属では前方に寄っている。口縁剛毛 (ひげ剛毛：vibrissa） は無い。雄交尾器のaedeagusと呼ばれる部分は一般にかなり長い。雌雄では交尾器以外にも形態的な違いがあることがあり、北米の S. pengellyi のように翅の斑紋が異なるほかにオスの中脚第1跗節（ふせつ）が変形するなど顕著な性的二形を示す種もある。

## 生態
生態はそれほど詳しくはわかっていないが、旧北区のウスホシハネオレバエ S. ustulata と S. pictipes の幼虫はポプラ類の伐採木などの樹皮下で生育し、S. stackelbergi の幼虫はニレ類やカバ類の樹皮下で育つとの報告がある。これらは湿った靱皮部におり、外層近くの樹皮下で蛹化する。北米の S. angustipennis と  S. pengellyi の2種ではポプラの一種のアメリカヤマナラシ Populus tremuloides などを利用しており、両種とも成虫がその樹表に見られ、そのうちの1種 angustipennis は幼虫が樹皮下から確認されている。また、もう一方の S. pengellyi では、成虫がキトスポラ属の菌 ( Cytospora spp. )  に冒された樹表を舐めたり産卵管で探ったりする行動や、キクイムシ科の甲虫が開けたとおぼしき孔（あな）に強い興味を示す行動などが観察されており、既知の生態が似通った新・旧両北区のハネオレホソバエでは、これらの菌類や甲虫類が彼らの生活環の一部で何らかの役割を担っている可能性があるとも推定されている。 
オーストラリアではクワズイモ属 Alocasia の葉上に成虫が見られ、ニューギニアでは、やはり成虫がバナナの葉上に見られるが、そこでは一緒にいるアリに擬態している可能性もあるという。

## 日本の種
日本産のハエ目は特定の分類群を除けば従来から研究が不十分であったため、本科の記録も1981年に国後島から S. stackelbergi が新種として記載されたのが最初である。従ってこの頃までに出版された日本の図鑑や目録類には本科は収録されていない。その後、1992年に北海道から九州にかけての本土部からマダラハネオレホソバエとヤマトハネオレホソバエの2新種、およびそれまで台湾以南のみから知られていたミナミハネオレホソバエの計3種が日本新記録種として報告され、1995年には旧北区に広い分布域をもつウスホシハネオレバエが北海道からも記録された。更に埼玉県からは学名未詳の2種が記録され、2008年現在までに知られるものは下記のとおりである。いずれの種も報告例は比較的少ないが、ある程度の自然が残る環境からの報告が多い。ミナミハネオレホソバエは、東京都心部に位置しながら一定規模の樹林がある皇居や自然教育園からも記録されている。
- Strongylophthalmyia caliginosa Iwasa, 1992　マダラハネオレホソバエ

北海道・本州・四国・九州。タイプ産地は「Sapporo」。雌雄とも体長4.5mm、翅長4mm。
- Strongylophthalmyia crinita Hennig, 1940　ミナミハネオレホソバエ

ロシア・本州・台湾・ミャンマー。タイプ産地は 「Formosa, Kosempo」（台湾・甲仙埔）。
- Strongylophthalmyia japonica Iwasa, 1992 ヤマトハネオレホソバエ

ロシア・北海道・本州・九州。タイプ産地は「Sapporo, Hokkaido」。
- Strongylophthalmyia paula Shatalkin, 1993

国後島
- Strongylophthalmyia stackelbergi Krivosheina, 1981

国後島。
- Strongylophthalmyia ustulata (Zetterstedt, 1844)　ウスホシハネオレバエ

旧北区（北海道・欧州・ロシア・北朝鮮）。属のタイプ種だが、本種の和名には「ホソ」が含まれないので注意。
- Strongylophthalmyia sp.1 玉木, 1997[13]

本州（埼玉県寄居町）。
- Strongylophthalmyia sp.2 玉木, 1997[14]

本州（埼玉県越生町比企丘陵）。

## 分類
現在は Nartshukia 属と Strongylophthalmyia 属の2属に分けられている。Strongylophthalmyia 属は単眼瘤の位置が顕著に前方に寄っていることを主な特徴として Nartshukia と区別される。なお、Strongylophthalmus Hendel, 1902と  Labropsila de Meijere, 1914はStrongylophthalmyia のシノニムとされる。またShatalkin (1996) は Longinasus Frey, 1956を3番目の属として挙げたが、これはSteyskal (1968) が別科 Richardidae の属 Ozaenina Enderlein, 1912の主観シノニムとしているものである。

### 種のリスト
Family Strongylophthalmyiidae ハネオレホソバエ科
- Genus Nartshukia　Shatalkin, 1993　タイプ種：Nartshukia musiva Shatalkin, 1993
  - Nartshukia musiva Shatalkin, 1993　 ベトナム（ハノイ）。

- Genus Strongylophthalmyia Heller, 1902 タイプ種：Chyliza ustulata Zetterstedt, 1847（＝ウスホシハネオレバエ）
  - Strongylophthalmyia angusticollis Frey, 1956　 ビルマ  forma humeralis Frey, 1956はシノニム
  - Strongylophthalmyia angustipennis de Melander, 1920　北米（ブリティッシュコロンビア州 ～ミシガン州・マサチューセッツ州） Psila longula Johnson, 1921はシノニム
  - Strongylophthalmyia bifasciata Yang & Wang, 1992　中国
  - Strongylophthalmyia brunneipennis (de Meijere, 1914)　タイ、インドネシア（ジャワ島）、フィリピン（ミンダナオ島）
  - マダラハネオレホソバエ Strongylophthalmyia caliginosa Iwasa, 1992 日本
  - Strongylophthalmyia coarctata Hendel, 1913　台湾
  - ミナミハネオレホソバエ Strongylophthalmyia crinita Hennig, 1940　ロシア、日本、台湾、ビルマ（タイにも同種群）
  - Strongylophthalmyia curvinervis Frey, 1956　ビルマ
  - Strongylophthalmyia dorsocentralis Papp, 2006(p.167, 231)　タイ
  - Strongylophthalmyia elegantissima Frey, 1956　ビルマ
  - Strongylophthalmyia fasciolata Meijere, 1919　インドネシア（スマトラ島）
  - Strongylophthalmyia fascipennis Frey, 1928　ビルマ、フィリピン（サマール島）
  - Strongylophthalmyia fascipes (Walker, 1860)(p. 163)　インドネシア（スラウェシ島）、ニューギニア島
  - Strongylophthalmyia freidbergi Shatalkin, 1996 (p.154)　タイ
  - Strongylophthalmyia freyi Shatalkin, 1996 (p.152)　ビルマ
  - Strongylophthalmyia gibbifera Shatalkin, 1993  (Shatalkin, 1996 p.153で♂再記載)  ベトナム（ハノイ）、タイ
  - Strongylophthalmyia gigantica Iwasa & Evenhuis, 2014  パプアニューギニア
  - Strongylophthalmyia humeralis Frey, 1956  ビルマ
  - Strongylophthalmyia immaculata Hennig, 1940　台湾、インドネシア（モルッカ諸島）、マレー半島、パプアニューギニア、フィジー（移入？）
  - Strongylophthalmyia indica Shatalkin, 1996 (p.152)  インド（メーガーラヤ州）
  - ヤマトハネオレホソバエ Strongylophthalmyia japonica Iwasa, 1992　ロシア・日本
  - Strongylophthalmyia lutea (de Meijere, 1914)　インドネシア（ジャワ島）、タイ
  - Strongylophthalmyia macrocera Papp, 2006 (p.168)　タイ
  - Strongylophthalmyia maculipennis Hendel, 1913　台湾
  - Strongylophthalmyia metatarsata de Meijere, 1919　インドネシア（スマトラ島）、タイ
  - Strongylophthalmyia microstyla Shatalkin, 1996 (p.155)　フィリピン
  - Strongylophthalmyia nigricoxa (de Meijere, 1914)　インドネシア（スマトラ島・ジャワ島）、タイ
  - Strongylophthalmyia nigriventris Frey, 1928　フィリピン、ニューギニア
  - Strongylophthalmyia pallipes (de Meijere, 1914)　インドネシア（ジャワ島）、フィリピン（サマール島）
  - Strongylophthalmyia palpalis Papp, 2006 (p.168, 231)　タイ
  - Strongylophthalmyia papuana Iwasa & Evenhuis, 2014  パプアニューギニア
  - Strongylophthalmyia paula Shatalkin, 1993　国後島
  - Strongylophthalmyia pectinigera Shatalkin, 1996 (p.152)　タイ
  - Strongylophthalmyia pengellyi Barber, 2006　カナダ（オンタリオ州、ケベック州）・アメリカ（ミシガン州、ユタ州）
  - Strongylophthalmyia pictipes Frey, 1935　フィンランド、ロシア
  - Strongylophthalmyia polita (de Meijere, 1914)　インドネシア（スマトラ島、ジャワ島）、タイ
  - Strongylophthalmyia punctata Hennig, 1940　台湾、タイ
  - Strongylophthalmyia puncticollis Frey, 1928　フィリピン（ルソン島・ミンダナオ島） S. luzonensis Malloch, 1929はシノニム
  - Strongylophthalmyia punctum Frey, 1956　ビルマ
  - Strongylophthalmyia raricornis Shatalkin, 1981　ロシア（極東）(Shatalkin, 1996 p.154で♂再記載)
  - Strongylophthalmyia rubella Iwasa & Evenhuis, 2014  パプアニューギニア
  - Strongylophthalmyia sedlaceki Iwasa & Evenhuis, 2014  パプアニューギニア
  - Strongylophthalmyia shatalkini Iwasa & Evenhuis, 2014  パプアニューギニア
  - Strongylophthalmyia spinipalpa Shatalkin, 1996 (p.154)　インド（メーガーラヤ州）
  - Strongylophthalmyia spinosa Frey, 1956　ミャンマー、タイ
  - Strongylophthalmyia splendida Yang & Wang, 1998 中国
  - Strongylophthalmyia stackelbergi Krivosheina, 1981 日本(Japan. Hokkaido: Kunashir, Mendeleevo)
  - Strongylophthalmyia stylocera Shatalkin, 1996 (p.156)　フィリピン
  - Strongylophthalmyia thaii Papp, 2006 (p.171)　タイ
  - Strongylophthalmyia trifasciata Hennig, 1940 台湾
  - Strongylophthalmyia tripunctata (de Meijere, 1914)　インドネシア（ジャワ島）
  - ウスホシハネオレバエ Strongylophthalmyia ustulata (Zetterstedt, 1844)　欧州-ロシア-北朝鮮-日本（北海道）、Chyliza filata Zetterstedt, 1847 (スウェーデン産)はシノニム
  - Strongylophthalmyia verrucifera Shatalkin, 1996 (p.154)　ベトナム
  - Strongylophthalmyia yaoshana Yang & Wang, 1998 中国

※東南アジアからオーストラリアにかけての地域を中心に今後も多くの種が追加記載される可能性がある。

## 関連文献
この科の解説や種への検索はFrey (1956 -世界の種)、Steyskal (1971 -世界の種）、Shatalkin (1993-旧北区の種、1996-crinita 群と punctata 群)、Iwasa (1992-日本産の種、1998-旧北区の種) 、Barber (2006-新北区の種) などがある。日本産の種に関しては、少なくとも2007年までの日本の図鑑類には本科を収録したものはなく、日本語で書かれたまとまった資料もないため、下記の各文献を参照する以外にない。

### おすすめ
- Barber,K.N. Strongylophthalmyia pengellyi n. sp., a second species of nearctic Strongylophthalmyiidae (Diptera). Journal of the entomological society of Ontario Vol.137, pp.81-109.　2006年. pdf (3.06MB) （英語）--科の概説、北米の新種の図・写真。本科を理解するための良い資料。

### 日本産の種に関するもの
- Iwasa Mitsuhiro, The genus Strongylophthalmyia Heller (Diptera, Strongylophthalmyiidae) from Japan, with descriptions of two new species. Japanese Journal of Entomology 昆蟲　Vol.60, No.3, pp. 660-666. 1992年9月25日

- Iwasa Mitsuhiro, Occurrensce of Strongylophthalmyia usutulata Zetterstedt (Diptera, Strongylophthalmyiidae) from Japan and North Korea. Japanese Journal of Entomology 昆蟲 Vol.63 No.1 pp.57-58.1995年5月25日

- Iwasa Mitsuhiro, 3.10.Family Strongylophthalmyiidae.pp.173-175 in: Papp, László, Darvas, Béla (eds), Contributions to a Manual of Palaearctic Diptera (with special reference to flies of economic importance). Vol.3, Higher Brachycera.  Science Herald, Budapest. 978pp. 1998年 ISBN 9630488361

- Krivosheina, N. P. New Palaearctic species of genus Strongylophthalmyia Hell. (Diptera, Strongylophthalmyiidae). Entomologicheskoe Obozrenie. 60: 183-186. 1981年 （ロシア語） ロシア語誌名：Кривошеина Н.П.,　Энтомологическое обозрение. (Entomological Review, Washington 60, pp. 162-165, 1981に英語版所載)

- Shatalkin, A. I. On the taxonomy of the flies of the family Strongylophthalmyiidae (Diptera). Zoologicheskiy Zhurnal Vol. 72, pp.124-131. 1993年 （ロシア語表題：Шаталкин А.И. 1993. К систематике мух семейства Strongylophthalmyiidae (Diptera) . Зоологический журнал. Т.72. Вып.10. pp.124–131.--Entomological Review, Washington 73(6):155-161に英訳版所載）

- 玉木長寿、埼玉県昆虫誌 II 双翅目．埼玉昆虫同好会. 405頁. 1997年

### その他
- Evenhuis, Neal L. Australasian/Oceanian Diptera Catalog -- Web Version, 58. Family STRONGYLOPHTHALMYIIDAE-（1996年8月17日最終稿/2008年6月7日閲覧）

- Frey, R. Studien uber ostasiatische Dipteren. V. Psilidae, Megamerinidae. Notul. Ent. 35 (for 1955), pp. 122-137. 1956年1月25日

- Hendel, F.  H. Sauter's Formosa-Ausbeute. Acalyptrate Musciden (Dipt.) II. Suppl. Ent. 2: pp. 77-112. 1913年6月1日

- Meijere, J. C. H. de 1914. Studien uber sudostasiatische Dipteren. IX.  Tijdschrift voor Entomologie Vol. 57, pp.137-168 (1914年6月30日) , pp.169-275, pls. 5-7 (1914年10月15日)

- Papp, László. Strongylophthalmyiidae. pp. 165-172. in Papp, L., Merz, B. and Földvári, Diptera of Thailand. A summary of the families and genera with references to the species representations. Acta Zoologica Academiae Scientiarum Hungaricae Vol.52 Issue 2 pp.:97-296. 2006年pdf (9.48MB)（英語）--タイで確認された種のリスト、新種の図。
- Шаталкин А.И. 1981. Claraeola crassula sp.n. (Pipunculidae) и Strongylophthalmyia raricornis sp. n. (Strongylophthalmyiidae) – своеобразные двукрылые с Дальнего Востока. Зоологический журнал. Т.60. Вып.5. pp. 1746–1748. 1981年

- Shatalkin, A. I. New and little known species of flies of Lauxaniidae and Strongylophthalmyiidae (Diptera). Russian Entomological Journal Vol.4 (for 1995). No.1–4: 145–157, 1996年 （英語）

- Steyskal, G. C. Notes on the genus Strongylophthalmyia Heller, with a revised key to the species (Diptera, Strongylophthalmyiidae). Annals of the Entomological Society of America 64, pp.141-144, 1971年

- Steyskal, G. C. 41. Strongylophthalmyiidae. Manual of Nearctic Diptera vol.2, pp.777-779, 1987年

- Walker, F. Catalogue of the dipterous insects collected at Makessar in Celebes, by Mr. A. R. Wallace, with descriptions of new species. J. Proc. Linn. Soc. London Zool. 4: pp.90-96（1859年9月19日）, pp. 97-144 （1859年12月8日）, pp.145-172（1860年2月10日）

※上記文献リストには科の概説に加えできるだけ原記載を含むものも挙げたが、執筆者が直接閲覧していないものも含まれる。